# Ophiomyxa
Genre
Ophiomyxa est un genre d'ophiures de la famille des Ophiomyxidae.

## Caractéristiques

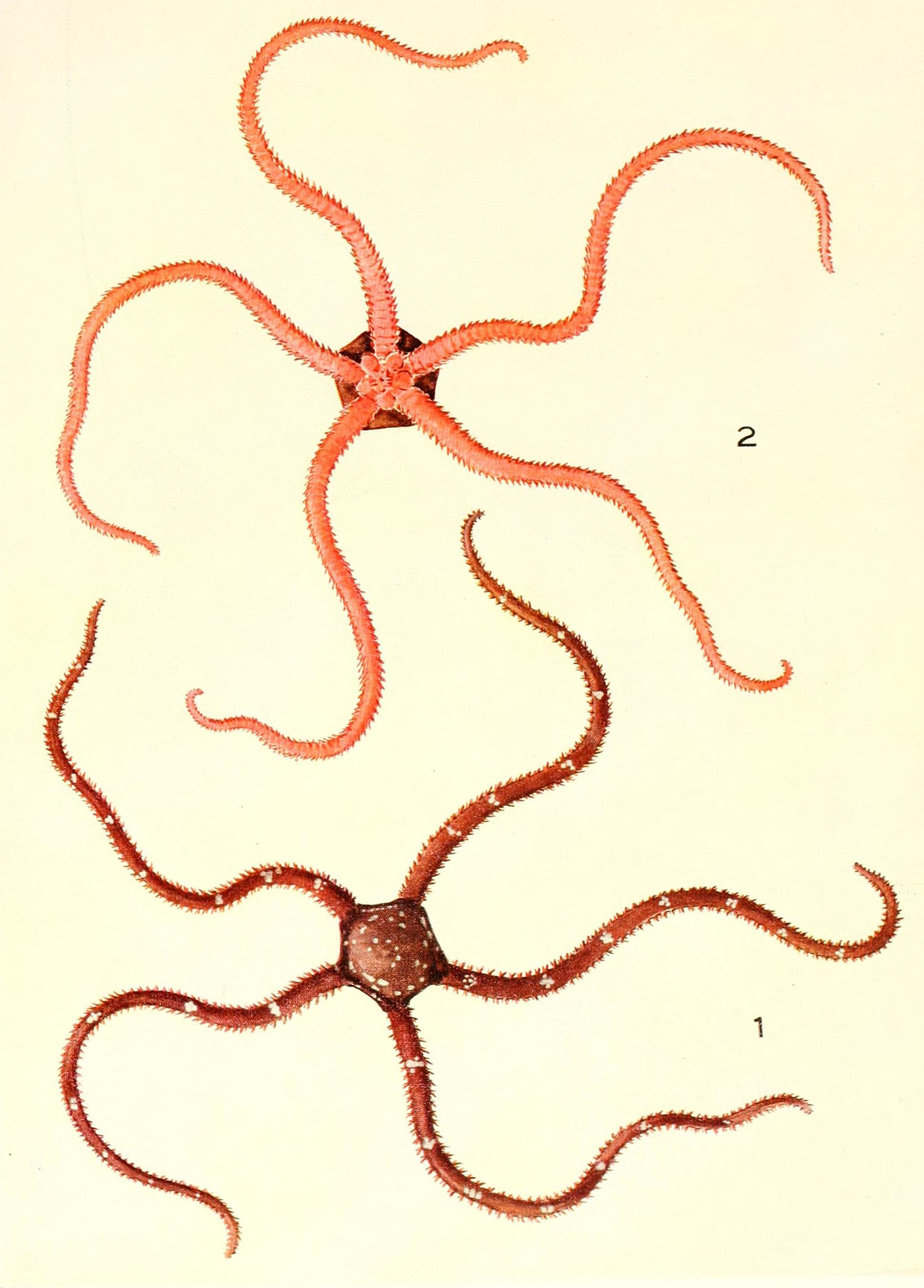
Dessin naturaliste de Ophiomyxa australis

Ce sont des ophiures assez rudimentaires, au corps recouvert d'un tégument charnu qui dissimule l'essentiel des plaques y compris les boucliers radiaires et sur la face dorsale des bras (les plaques brachiales ventrales demeurent cependant visibles). Les dents sont en forme de lamelles denticulées, et il n'y a pas d'écailles tentaculaires. 

## Liste des genres
Selon World Register of Marine Species (10 novembre 2014) :
- Ophiomyxa anisacantha H.L. Clark, 1911 -- Japon
- Ophiomyxa australis Lütken, 1869 -- Indo-Pacifique tropical et Australie australe
- Ophiomyxa bengalensis Koehler, 1897 -- Indo-Pacifique tropical
- Ophiomyxa brevicauda Verrill, 1899 -- Caraïbes
- Ophiomyxa brevirima H.L. Clark, 1915 -- Nouvelle-Zélande
- Ophiomyxa compacta (Koehler, 1905) -- Indonésie
- Ophiomyxa crinita Franklin & O'Hara, 2008 -- Sud-ouest de l'Australie
- Ophiomyxa duskiensis Fell, 1947 -- Nouvelle-Zélande
- Ophiomyxa fisheri A.H. Clark, 1949 -- Hawaii
- Ophiomyxa flaccida (Say, 1825) -- Atlantique tropical
- Ophiomyxa jekeria (Berry, 1938) †
- Ophiomyxa longipeda Brock, 1888 -- Indonésie
- Ophiomyxa neglecta (Koehler, 1904) -- Pacifique ouest (profonde)
- Ophiomyxa panamensis Lütken & Mortensen, 1899 -- Pacifique est
- Ophiomyxa pentagona (Lamarck, 1816) -- Europe et Afrique de l'ouest
- Ophiomyxa punctata (A.H. Clark, 1952) -- Îles Marshall
- Ophiomyxa rhipidata Kutscher & Jagt, 2000 †
- Ophiomyxa serpentaria Lyman, 1883 -- Atlantique nord-est (hors Méditerranée)
- Ophiomyxa stimpsonii (Lyman, 1875) -- Caraïbes
- Ophiomyxa tenuispina Mortensen, 1933 -- Sud-ouest de l'océan Indien
- Ophiomyxa tumida Lyman, 1883 -- Caraïbes
- Ophiomyxa vivipara Studer, 1876 -- Océan austral
- Ophiomyxa xispa Ordines, Calero & Ramírez-Amaro in: Ordines, Ramirez-Amaro, Calero, Farriols & Massuti, 2024 -- Méditerranée (profonde)

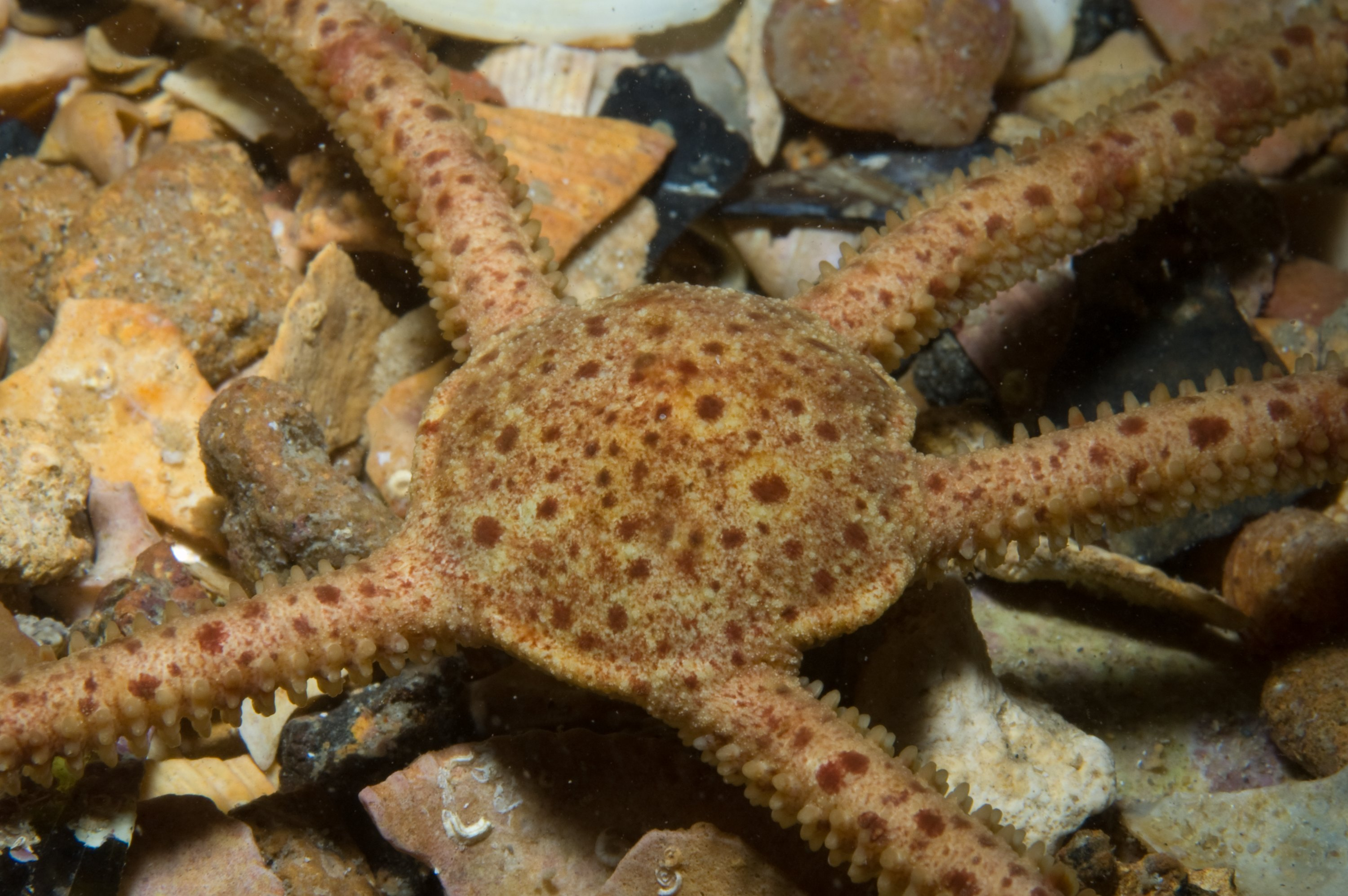
Ophiomyxa australis
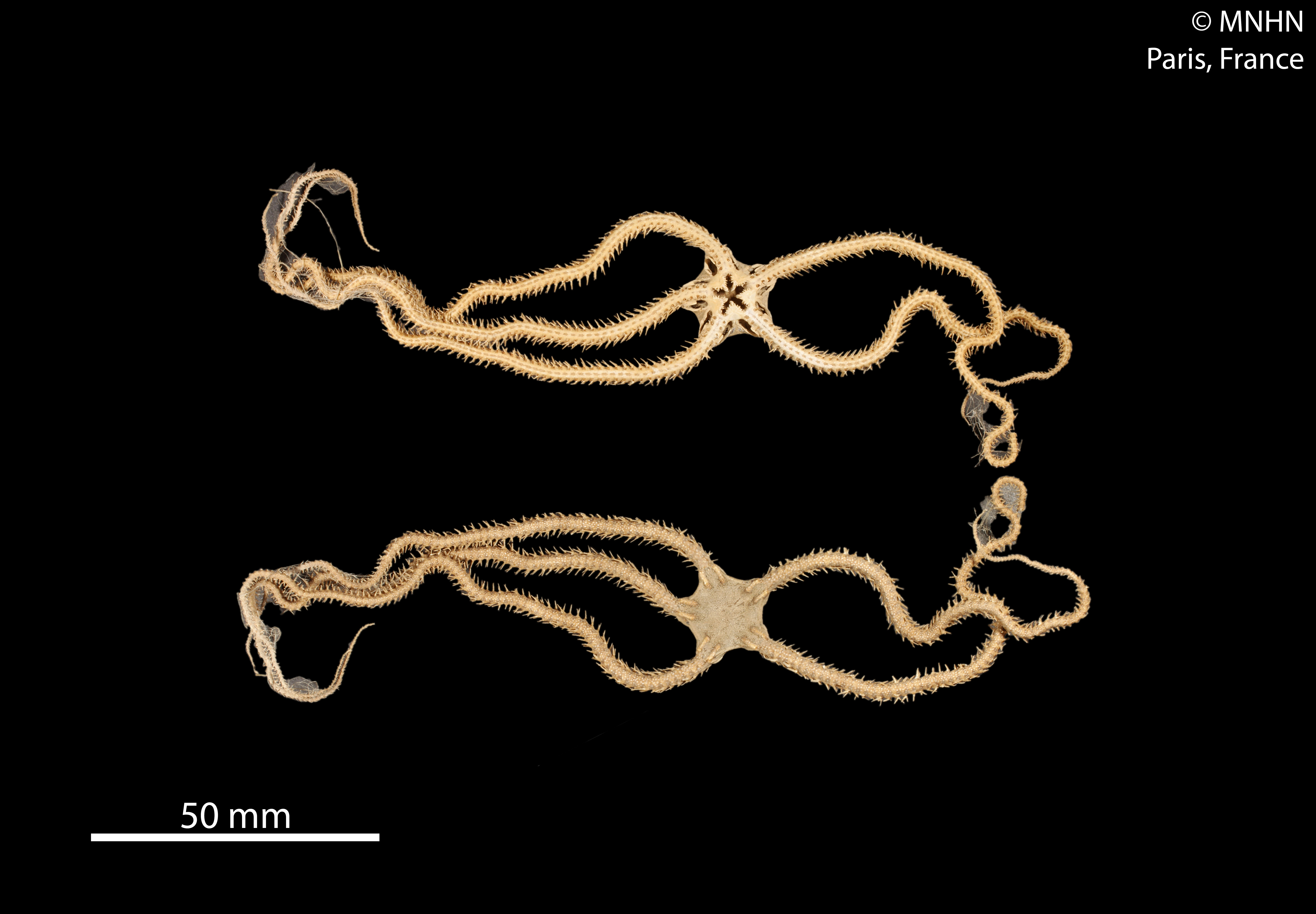
Ophiomyxa bengalensis (MNHN)
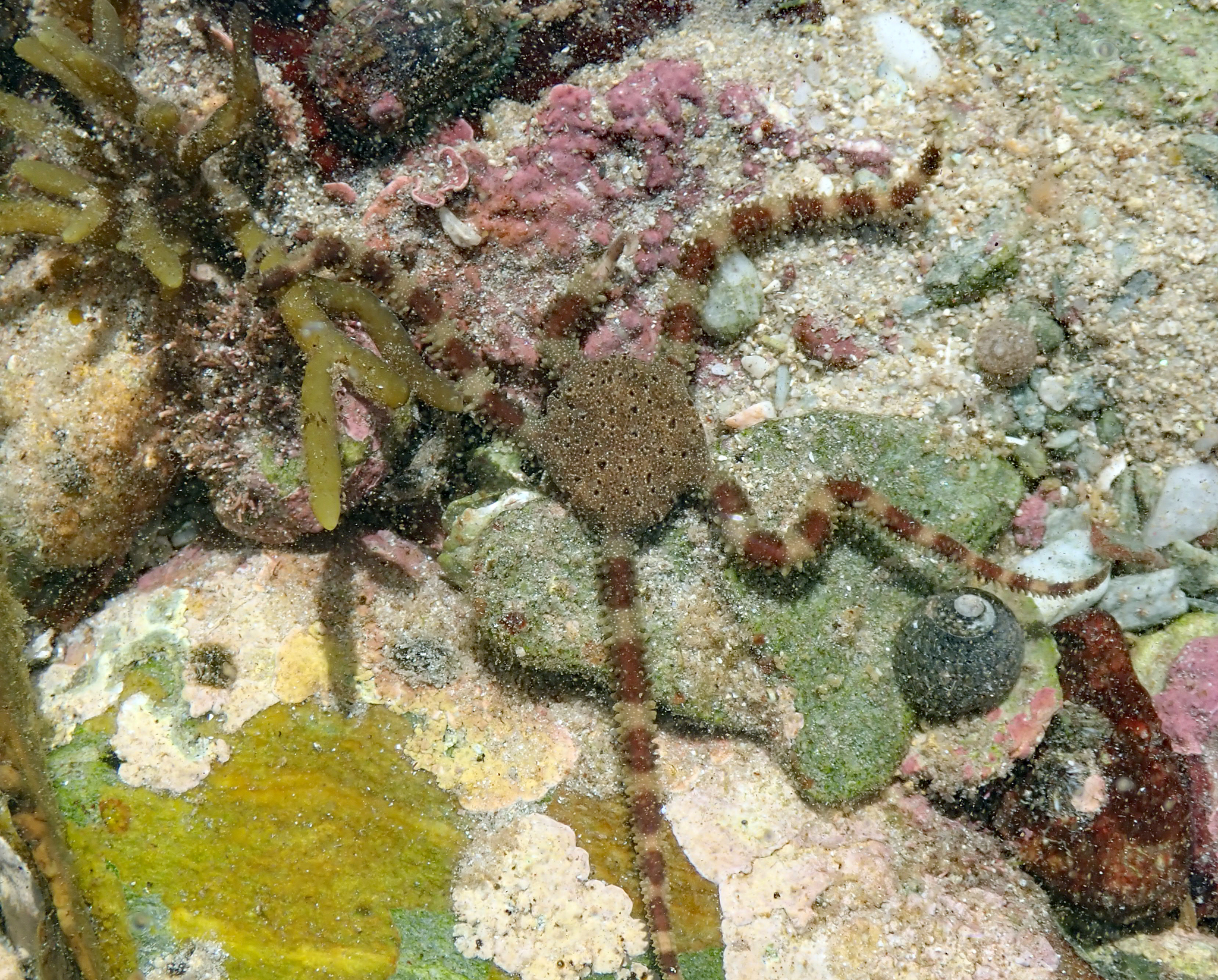
Ophiomyxa brevirima
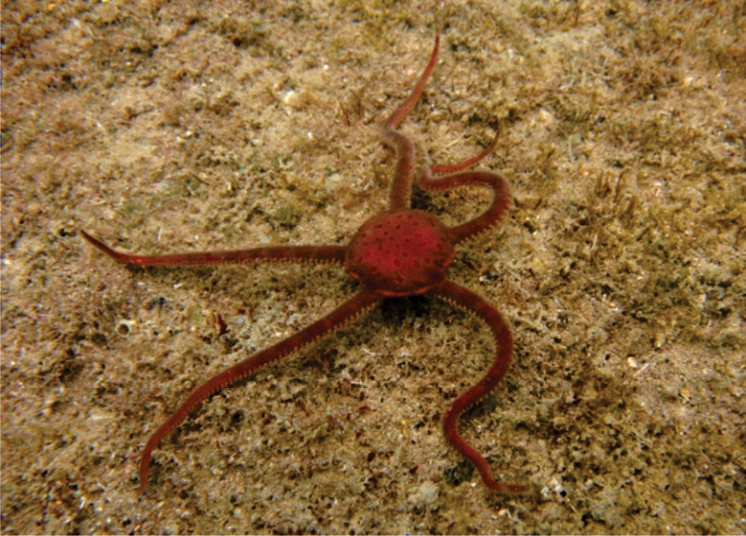
Ophiomyxa flaccida
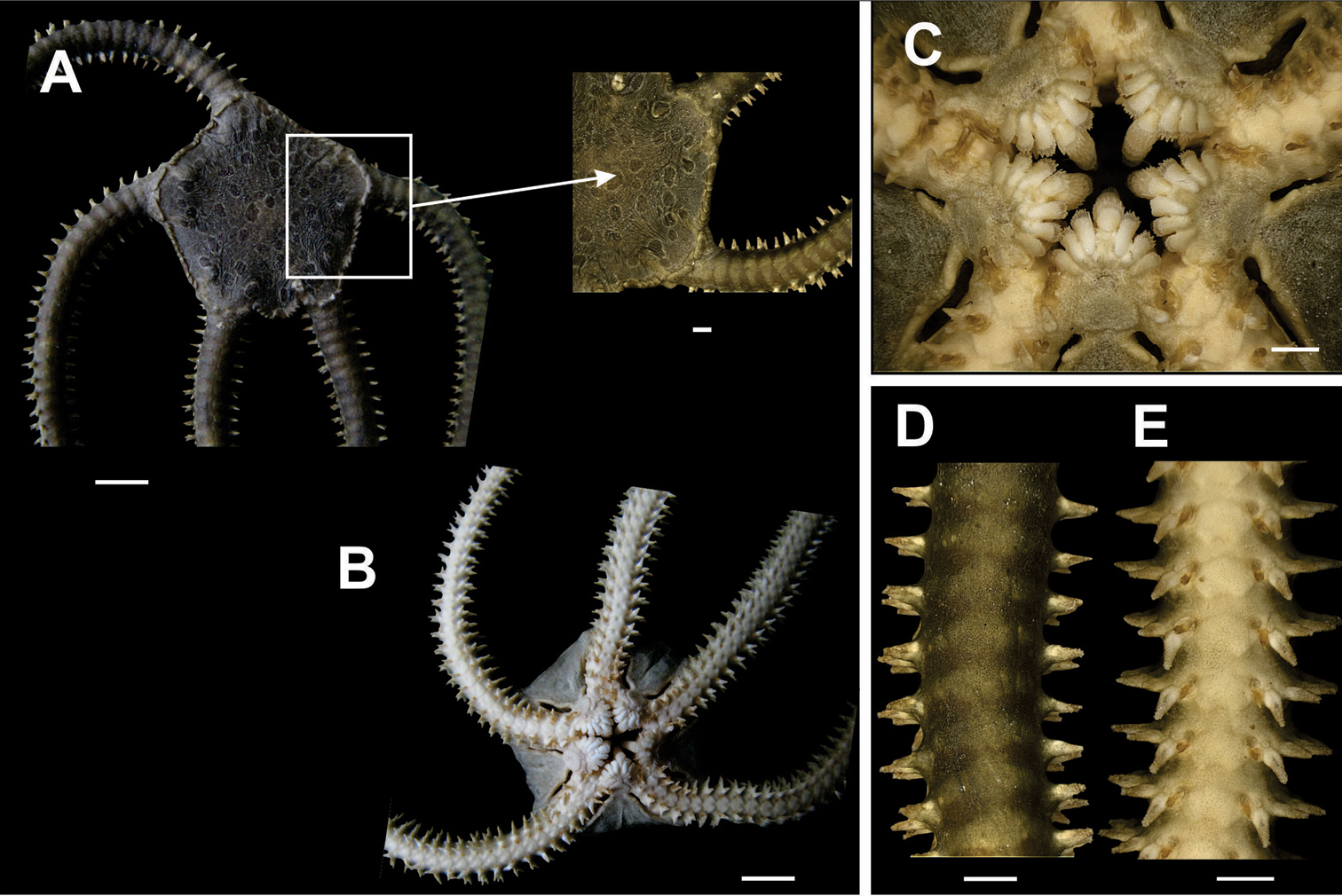
Ophiomyxa flaccida (détails)
Ophiomyxa panamensis
Ophiomyxa tenuispina
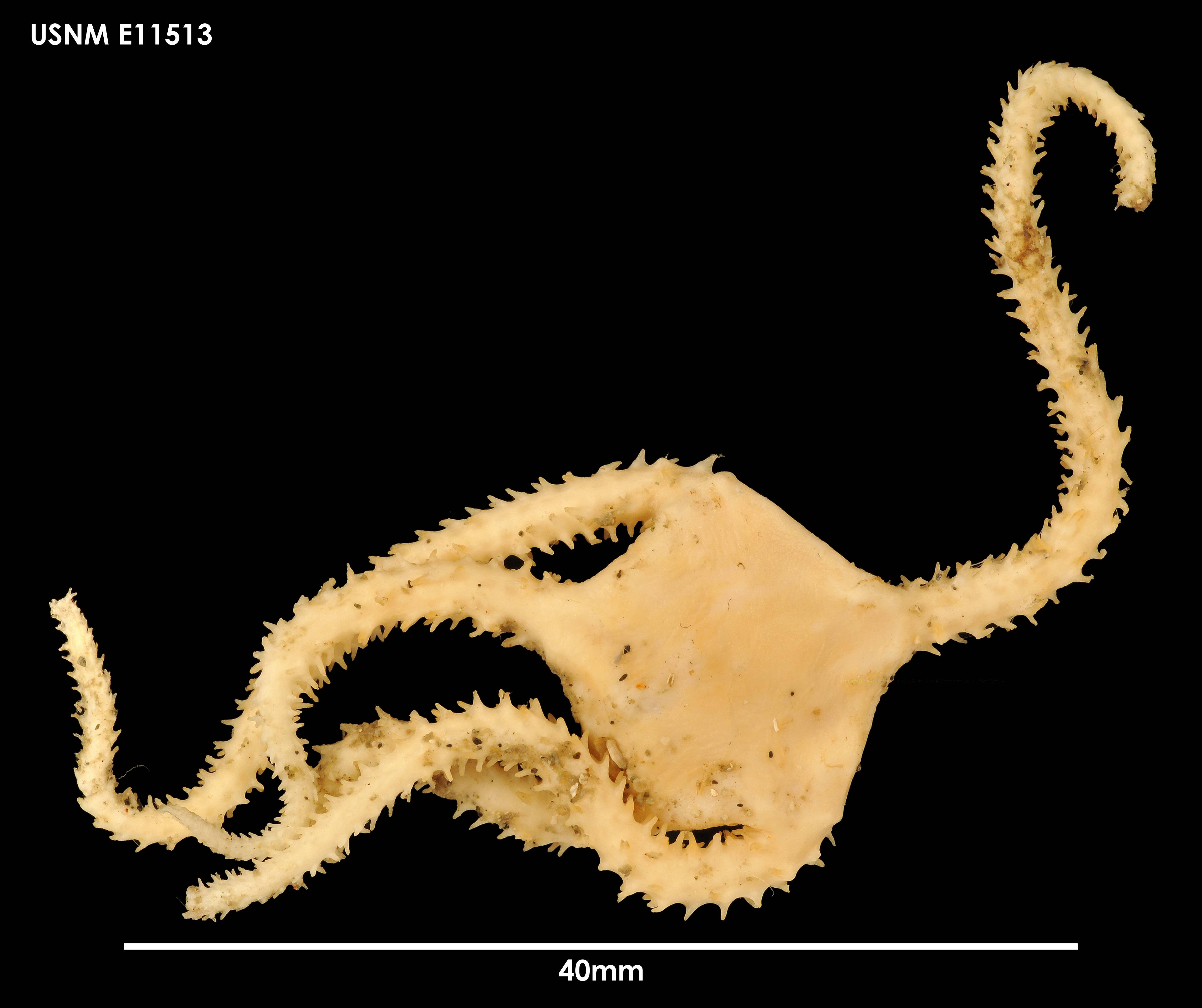
Ophiomyxa vivipara (USNM)
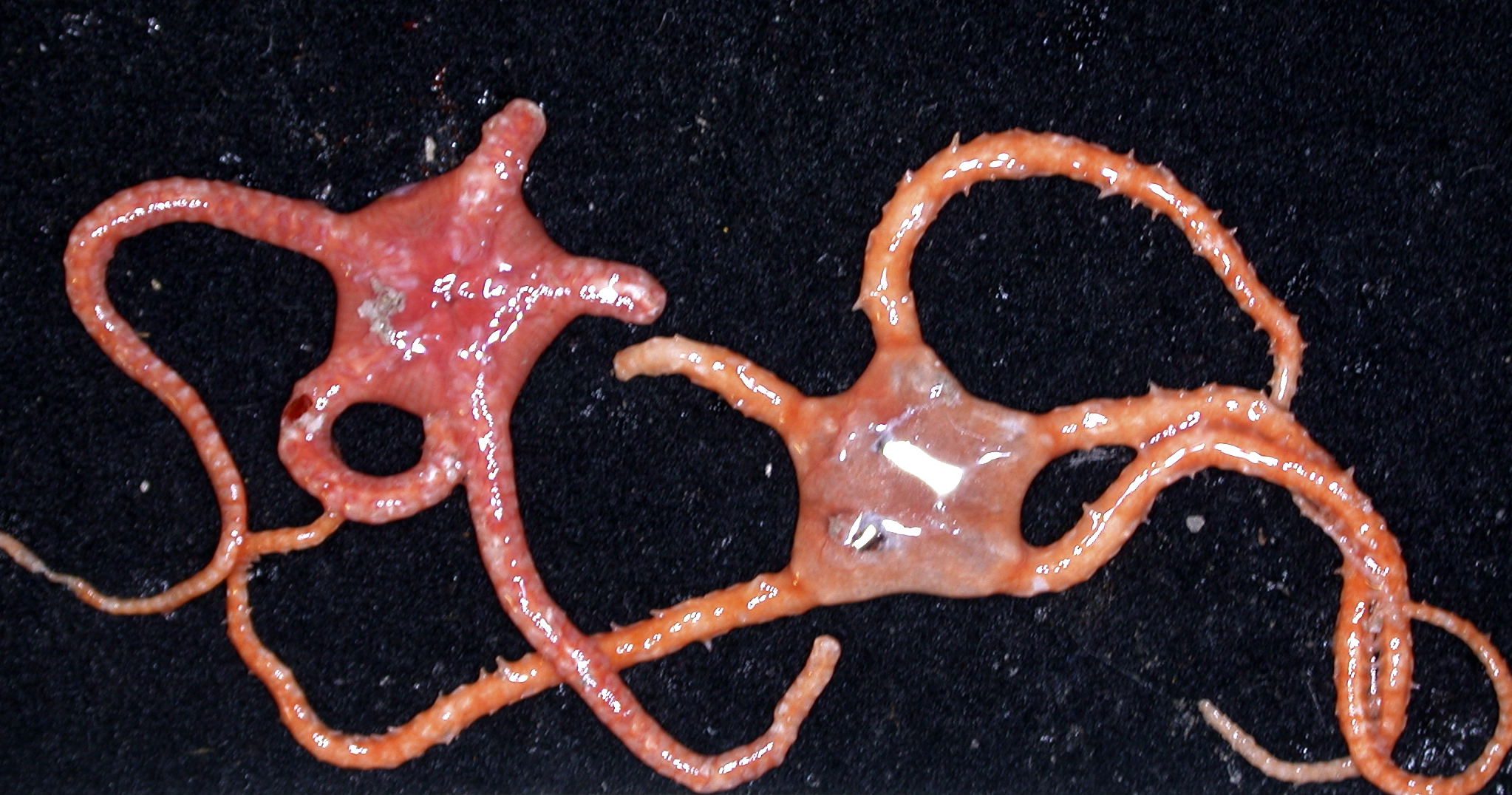
Ophiomyxa sp.